# Middlepits
Middlepits è un villaggio del Botswana situato nel distretto di Kgalagadi, sottodistretto di Kgalagadi South. Il villaggio, secondo il censimento del 2011, conta 1.121 abitanti.

## Località
Nel territorio del villaggio sono presenti le seguenti 1 località:
- Kabatsamanong di 15 abitanti